# Стрілянина в Сусі
Стрілянина в Сусі — терористичний акт, здійснений імовірно прихильниками ІД, у місті Сус у Тунісі. Кілька озброєних терористів увірвалися на територію готелів El Mouradi Palm Marina та Riu Imperial Marhaba, де обстріляли туристів. Унаслідок нападу загинули 40 осіб; одного з нападників застрелила поліція. Серед поранених є громадянка України.
26 червня 2015 поліція на місці застрелила убивцю. Ним виявився 23-річний студент — Саїфеддін Резґі. Він пройшов на пляж, ховаючи автомат Калашникова в парасольці від сонця. По шляху до басейна він вийняв автомат і почав хаотично стріляти у відпочиваючих. Екстремісти з «Ісламської держави» стверджують — він діяв від їхнього імені. Влада Тунісу оголосила про закриття 80 мечетей. За словами прем'єр-міністра країни Хабіба Ессіда, ці мечеті, розташовані поза межами державного контролю, «поширюють отруту і будуть закриті протягом тижня».
26 червня 2015 р. — відповідальність за теракт у готелі Тунісу взяли на себе бойовики «Ісламської держави».
27 червня 2015 р. — влада Франції, Британії та Бельгії, громадяни яких — серед жертв кривавого теракту, надіслали літаки для евакуації своїх громадян.
4 липня 2015 р. — у Тунісі у зв'язку з розстрілом туристів був введений надзвичайний стан.

## Жертви
| Національність  | Смертей      | Поранених | Разом | Примітки.     |
| --------------- | ------------ | --------- | ----- | ------------- |
| Велика Британія | 15           | 24        | 39    | [ 9 ]         |
| Туніс           | 1 (терорист) | 7         | 8     | [ 9 ]         |
| Бельгія         | 1            | 3         | 4     | [ 9 ]         |
| Німеччина       | 1            |           | 1     | [ 10 ]        |
| Ірландія        | 1            |           | 1     | [ 11 ] [ 12 ] |
| Португалія      | 1            |           | 1     | [ 13 ] [ 14 ] |
| Росія           |              | 1         | 1     | [ 9 ]         |
| Україна         |              | 1         | 1     | [ 15 ]        |
| Невідомих       | 20           | 2         | 22    |               |
| Разом           | 40           | 38        | 78    |               |